# RTCN Piaski
Radiowo Telewizyjne Centrum Nadawcze Piaski – Radiowo-Telewizyjne Centrum Nadawcze w Piaskach, maszt radiowy o wysokości 342 metrów, zbudowany w latach 1986-1990. Właścicielem jest firma EmiTel Sp. z o.o.
Jeden z najwyższych obiektów w Polsce, pokrywa zasięgiem województwa: całe lubelskie oraz fragmenty podlaskiego, mazowieckiego, podkarpackiego i świętokrzyskiego.

## Parametry[2]
- Wysokość posadowienia podpory anteny: 216 m n.p.m.
- Wysokość zawieszenia systemów antenowych: Radio: 250, TV: 292, 330, 333 m n.p.t.

## Nadawane programy

### Programy telewizyjne
Programy telewizji analogowej zostały wyłączone 17 czerwca 2013 r.
| LP | Program | Właściciel                  | Częstotliwość | Kanał | Moc nadajnika | Polaryzacja |
| -- | ------- | --------------------------- | ------------- | ----- | ------------- | ----------- |
| 1  | TVP 1   | Telewizja Polska S.A.       | 199,25 MHz    | 9     | 80 kW         | pionowa     |
| 2  | TVP 2   | Telewizja Polska S.A.       | 487,25 MHz    | 23    | 500 kW        | pozioma     |
| 3  | Polsat  | Telewizja Polsat Sp. z o.o. | 583,25 MHz    | 35    | 100 kW        | pozioma     |

### Programy radiowe
| LP | Program                   | Właściciel                                                           | Częstotliwość | Moc nadajnika | Polaryzacja |
| -- | ------------------------- | -------------------------------------------------------------------- | ------------- | ------------- | ----------- |
| 1  | RMF FM                    | Radio Muzyka Fakty Sp. z o.o.                                        | 89,30 MHz     | 30 kW         | pionowa     |
| 2  | Polskie Radio Program I   | Polskie Radio S.A.                                                   | 90,80 MHz     | 30 kW         | pionowa     |
| 3  | Polskie Radio Lublin      | Polskie Radio - Regionalna Rozgłośnia w Lublinie "Radio Lublin" S.A. | 102,20 MHz    | 90 kW         | pionowa     |
| 4  | Polskie Radio Program III | Polskie Radio S.A.                                                   | 104,20 MHz    | 89 kW         | pionowa     |
| 5  | Radio Zet                 | Radio ZET Sp. z o.o.                                                 | 107,0 MHz     | 40 kW         | pionowa     |

### Programy radiowe – cyfrowe
| Skład multipleksu | Częstotliwość | Kanał | Moc nadajnika | Polaryzacja | Kierunkowość | Kompresja      |
| --- | ------------- | ----- | ------------- | ----------- | ------------ | -------------- |
| DAB+ - Polskie Radio Program I - Polskie Radio Program II - Polskie Radio Program III - Czwórka - Radio Poland - Program IV Polskie Radio 24 - Polskie Radio Chopin - Polskie Radio Dzieciom - Radio Lublin | 218,640 MHz   | 11B   | 6,5 kW        | pionowa     | kierunkowa   | AAC/AAC+/AAC++ |

### Programy telewizyjne - cyfrowe
| Nazwa multipleksu | Częstotliwość (MHz) | Kanał | Moc (kW) | Polaryzacja | Charakterystyka promieniowania | Standard nadawania | Kompresja | Data uruchomienia nadajnika |
| ----------------- | ------------------- | ----- | -------- | ----------- | ------------------------------ | ------------------ | --------- | --------------------------- |
| MUX 1             | 506 MHz             | 25    | 100 kW   | pozioma (H) | dookólna (ND)                  | DVB-T2             | HEVC      | 30 kwietnia 2012            |
| MUX 2             | 618 MHz             | 39    | 100 kW   | pozioma (H) | dookólna (ND)                  | DVB-T2             | HEVC      | 18 lipca 2011               |
| MUX 3 (Lublin)    | 490 MHz             | 23    | 100 kW   | pozioma (H) | dookólna (ND)                  | DVB-T              | MPEG-4    | 17 czerwca 2013             |
| MUX 4             | 474 MHz             | 21    | 100 kW   | pozioma (H) | dookólna (ND)                  | DVB-T2             | HEVC      | 30 czerwca 2021             |
| MUX 6             | 586 MHz             | 35    | 70 kW    | pozioma (H) | dookólna (ND)                  | DVB-T2             | HEVC      | 30 kwietnia 2021            |
| MUX 8             | 226,5 MHz           | 12    | 35 kW    | pozioma (H) | kierunkowa (D)                 | DVB-T              | MPEG-4    | 25 października 2016        |